# Lejtényi Éva
Lejtényi Éva (Budapest, 1925. november 21. – Budapest, 2021. január 19.) magyar színésznő, színházi súgó. Andresz Kati színésznő édesanyja.

## Életpályája
Rózsahegyi Kálmán színiiskolájában tanult, ott ismerkedett meg későbbi férjével, Andresz Vilmossal. Pályája 1952-től az Állami Déryné Színháznál indult, majd 1955-től a Nemzeti Színházhoz szerződött. 1965-ben, miután Both Béla átvette a színház igazgatását, származása miatt letiltották a színpadról. Raksányi Gellért tanácsára színházi súgóként helyezkedett el, amelyre Mezey Mária tanította meg. 1982-ig a Nemzeti Színház súgója volt, majd Székely Gáborral és Zsámbéki Gáborral az újonnan alakult Katona József Színházhoz csatlakozott, onnan ment nyugdíjba. Nyugdíjasként is aktív maradt, dolgozott a Karinthy Színházban és a székesfehérvári Vörösmarty Színházban.

## Családja
Apja dr. Lejtényi Gyula huszárezredes (1891–1977), anyja peremartoni Kiss Irma. Nővére, Lejtényi Mária 1924-ben született. Apai nagyanyja, Lejtényi Györgyné (született Niedermann Blanka, 1872–1962) Niedermann Gyula pszichiáter, királyi tanácsos lánya volt. Színinövendékként ismerkedett meg első férjével, az apatini születésű Andresz Vilmossal, aki a Madách Színház tagja lett. Lányuk, Andresz Kati 1955-ben született. 1965-ben férje elhagyta őket, majd Nyugat-Németországba disszidált. Második házasságát Perjés Géza hadtörténésszel kötötte. Harmadik férje Waldhauser György mérnök volt, egyúttal első négy könyvének társszerzője. Miután harmadik férje 1991. május 7-én elhunyt, hetvenéves korában negyedszer is férjhez ment.

## Színházi szerepeiből
- Szigligeti Ede: Liliomfi... Mariska
- Kassai János: Zsuzsa boldogsága... Zsuzsa
- Kopányi György: Járó Kiss Péter... Járó Kiss Rozi
- Konrad Krapiva – Bárdos Lajos – Behár György: Dalolnak a pacsirták...  Pavlina; Násztya
- Harriet Beecher Stowe: Tamás bátya kunyhója... Eliza
- Mona Brand: Hamilton család... Lola

## Filmjei
- Rómeó, Júlia és a sötétség (1960)
- Hűség (1964)[8]
- A kétfenekű dob (1978)
- Vásár (1985)

## Könyvei
- Régi idők receptjei. Népszava Lap- és Könyvkiadó, Budapest, 1983 (társszerző Waldhauser György)
- Nagyanyáink sütötték. Népszava Lap- és Könyvkiadó, Budapest, 1985 (társszerző Waldhauser György)
- Unokáinknak ajánljuk. Népszava Lap- és Könyvkiadó, Budapest, 1987 (társszerző Waldhauser György)
- Rongyosrétes. Új Nap Könyv- és Lapkiadó, Budapest, 1990 (társszerző Waldhauser György)
- Régi idők receptjei. Nagyanyáink főzték. Black & White Könyvkereskedés Kft., Budapest, 2002 (társszerző Andresz Katalin)